# Impulsmunition
Unter Impulsmunition versteht man Hartschaumstoffgeschosse vom Kaliber 40 mm, die im Einsatz gegen Zivilisten verschossen werden, z. B. um gewaltsame Demonstrationen zu zerschlagen und Aufstände zu bekämpfen.
Die Munition gehört zur Gruppe der weniger-tödlichen Waffen (engl. less-lethal weapons). Die effektive Kampfentfernung (verschossen zum Beispiel mit dem AG36) beträgt bis zu 30 m, wobei das Projektil nach dem Abschuss ins Trudeln gerät. Der Aufschlag auf den Körper ist in Abhängigkeit von der Schussentfernung vergleichbar mit der Wucht eines Gegenstands von 8,4 kg, der aus einem Meter Höhe fallen gelassen wurde.

„Bislang verfügt die Bundeswehr über ein sehr begrenztes Arsenal an nicht-tödlichen Waffen. Um Angreifer, zum Beispiel aufgebrachte Demonstranten, auf Distanz zu halten, können speziell geschulte Bundeswehrsoldaten sogenannte Impulsmunition verschießen: Schaumstoffgeschosse, die beim Aufprall auf eine Person etwa die Wirkung eines kräftigen Faustschlags haben. Eine solche Waffe ist natürlich nicht für den Kampf gegen Soldaten gedacht, sondern zum Schutz der eigenen Militärangehörigen, wenn sie bei Auslandseinsätzen als Polizisten auftreten.“